# Flagge Washingtons

Flagge Washingtons

Die Flagge des US-Bundesstaats Washington ist die einzige Flagge der Vereinigten Staaten mit einem grünen Grund.
Das Staatssiegel mit der Porträtbüste des ersten Präsidenten der USA, George Washington, stammt aus dem Jahr 1889 und wurde 1923 in die Flagge eingeführt.